# 史卓菲站
史卓菲站（英語：Strathfield railway station）為城市鐵路系統中的一個主要轉乘站，新南威爾士州內城際鐵路班次亦於本站停靠。本站亦為悉尼內西區北部巴士服務的主要轉乘站。
位於史卓菲站南面有為數不少的高樓大廈、史卓菲購物廣場等商店以及計程車及巴士總站。
本站以乘客人數計於雪梨市內鐵路系統176個車站中排名9，每日平均有19,800位乘客使用本站。

## 歷史

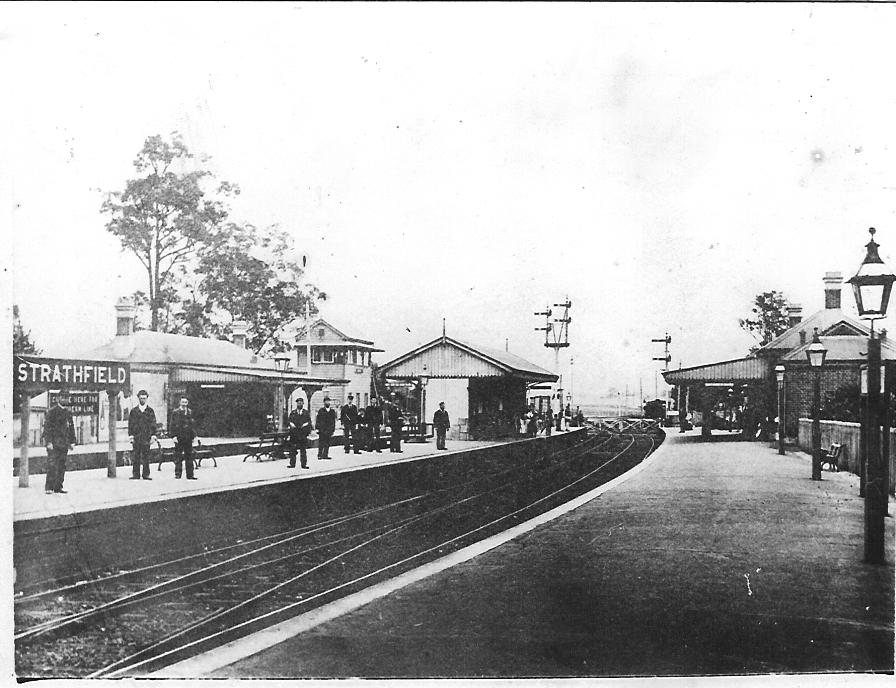
前史卓菲火車站

本站首個月台於1877年以Redmyre站名義開始運作，並於1900年8月29日更名為史卓菲站，其他月台於1927年3月7日落成。
由1983年開始，史卓菲區域的鐵路控制由位於Homebush的史卓菲鐵路控制箱控制。

## 月台及服務
本站有8個月台，北部1-3號月台主要停靠城際及省內城際服務。4-6號月台停靠北岸、北部及西線班次。7-8號月合停靠內西、機場及南線服務。車站北面則主要停靠長途巴士服務。
乘客可經站內行人隧道及斜道前往月台，由於斜道太斜，傷健人士則可以使用大堂中央之升降機前往月台。列車停站顯示板則設於大堂中央，於繁忙時間行人隧道會比較擠迫。
本站兩方向每小時各有13至16班火車停靠，平日繁忙時間會增設額外班次服務乘客。

## 圖庫

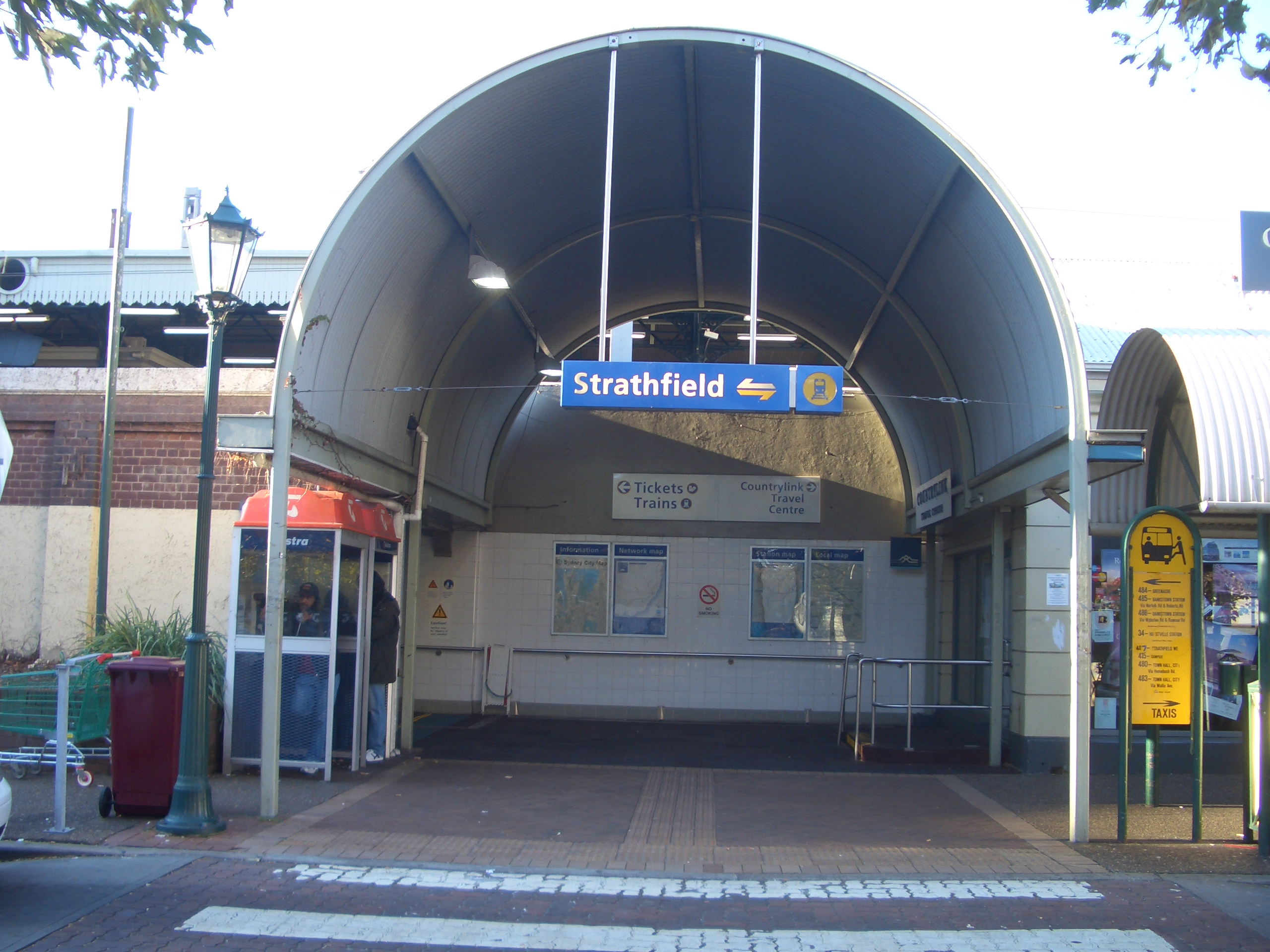
史卓菲市中心入口
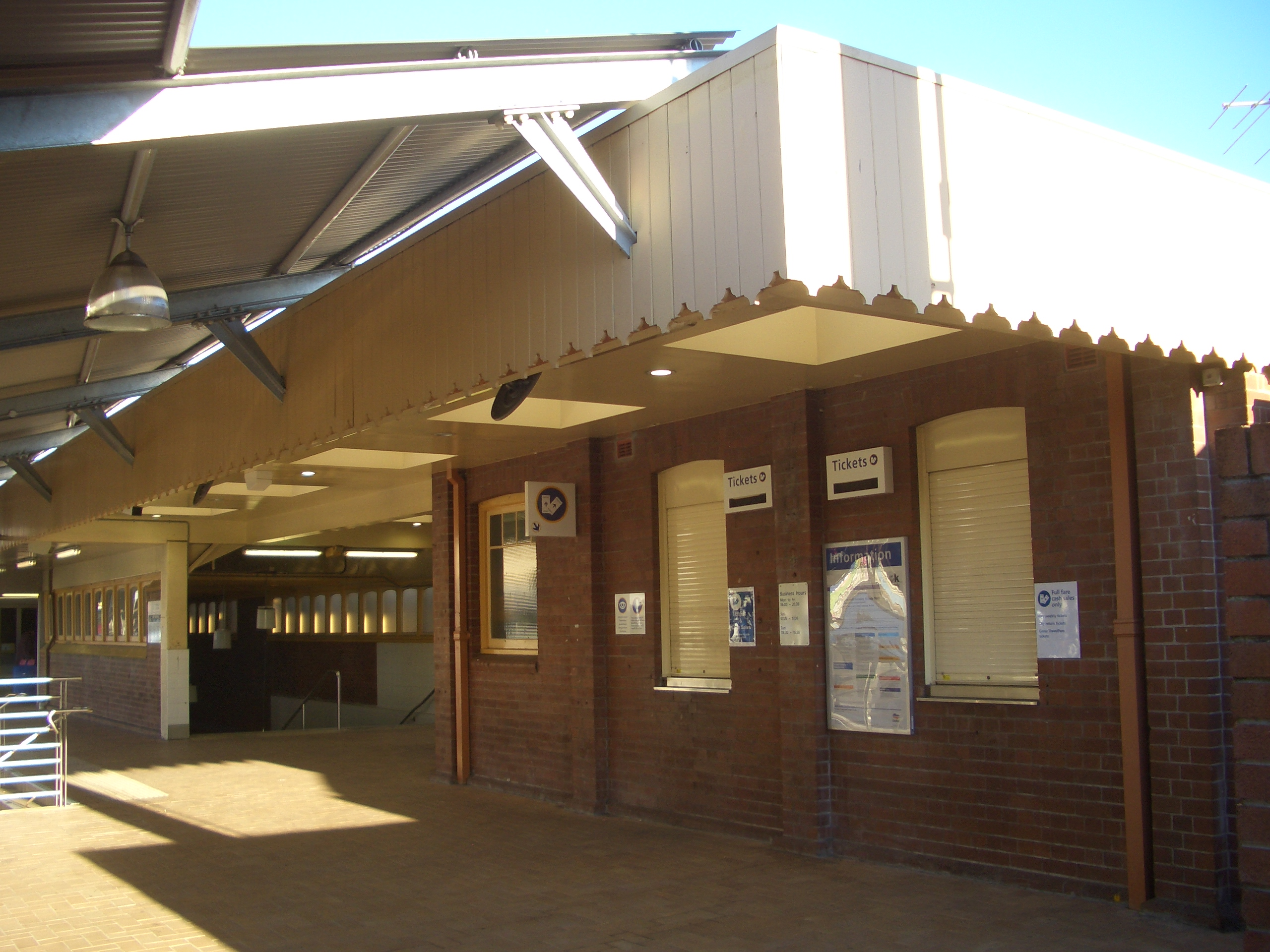
Everton Road入口
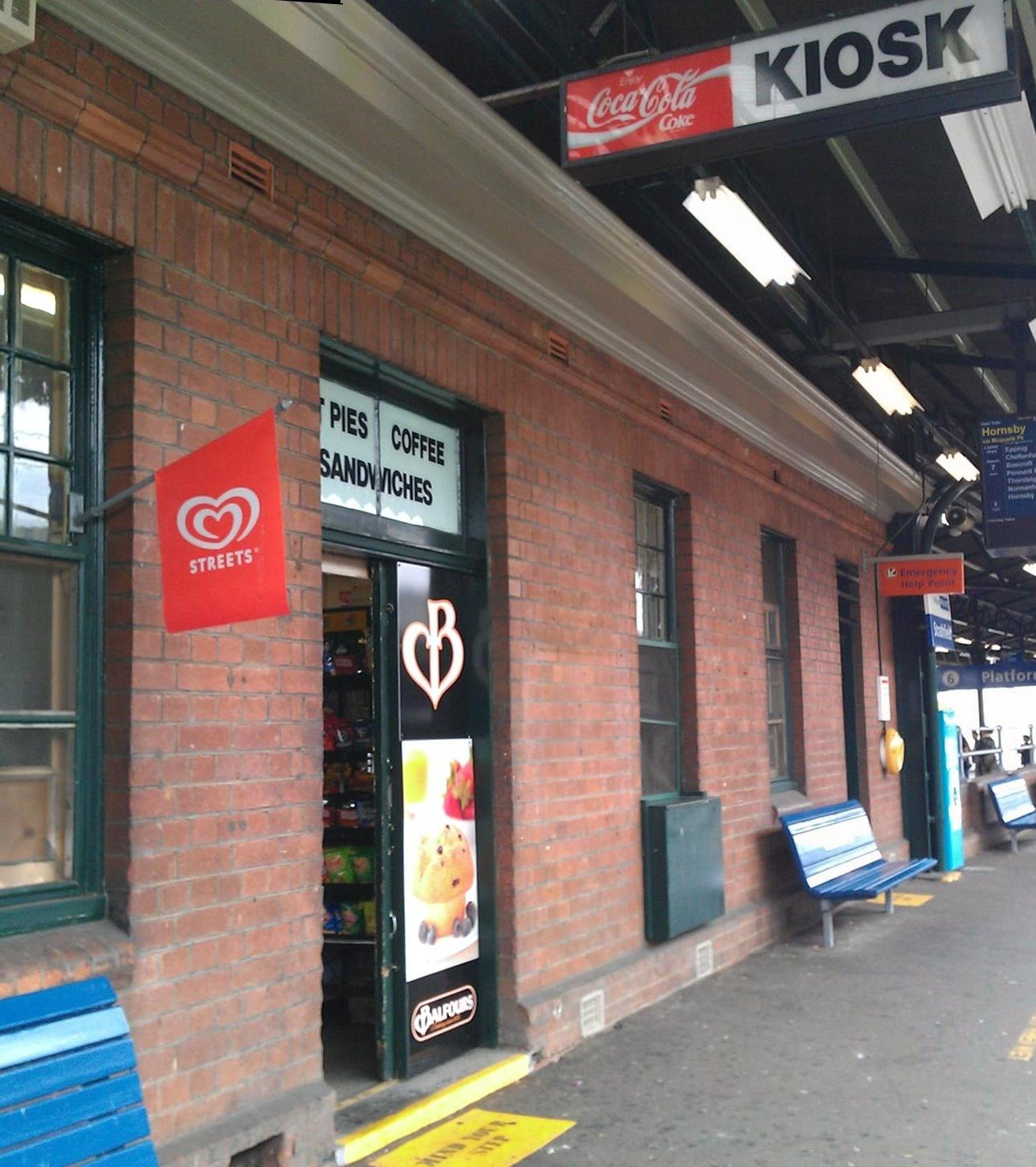
3-6號月台上的小食店
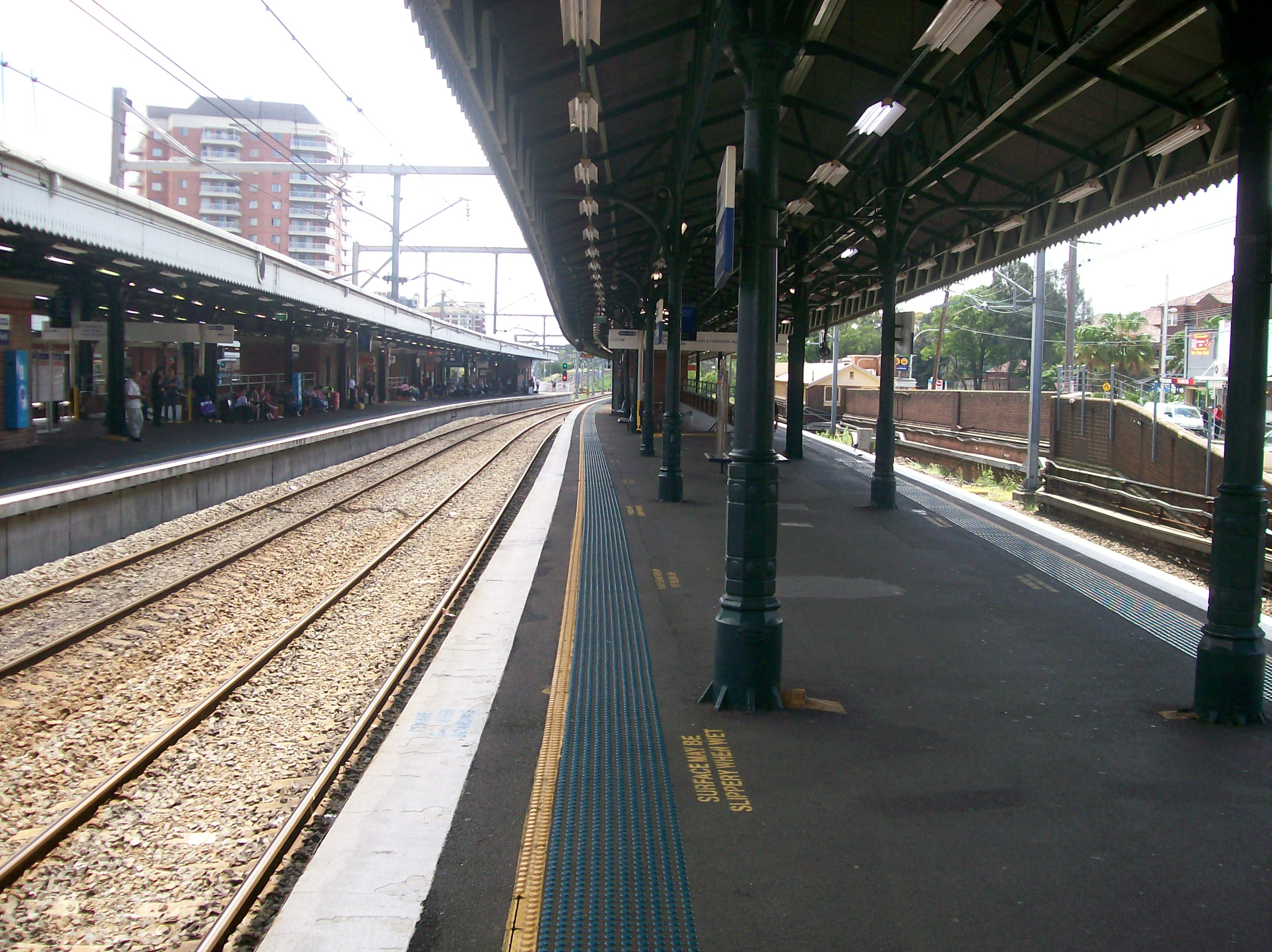
2號及3號月台
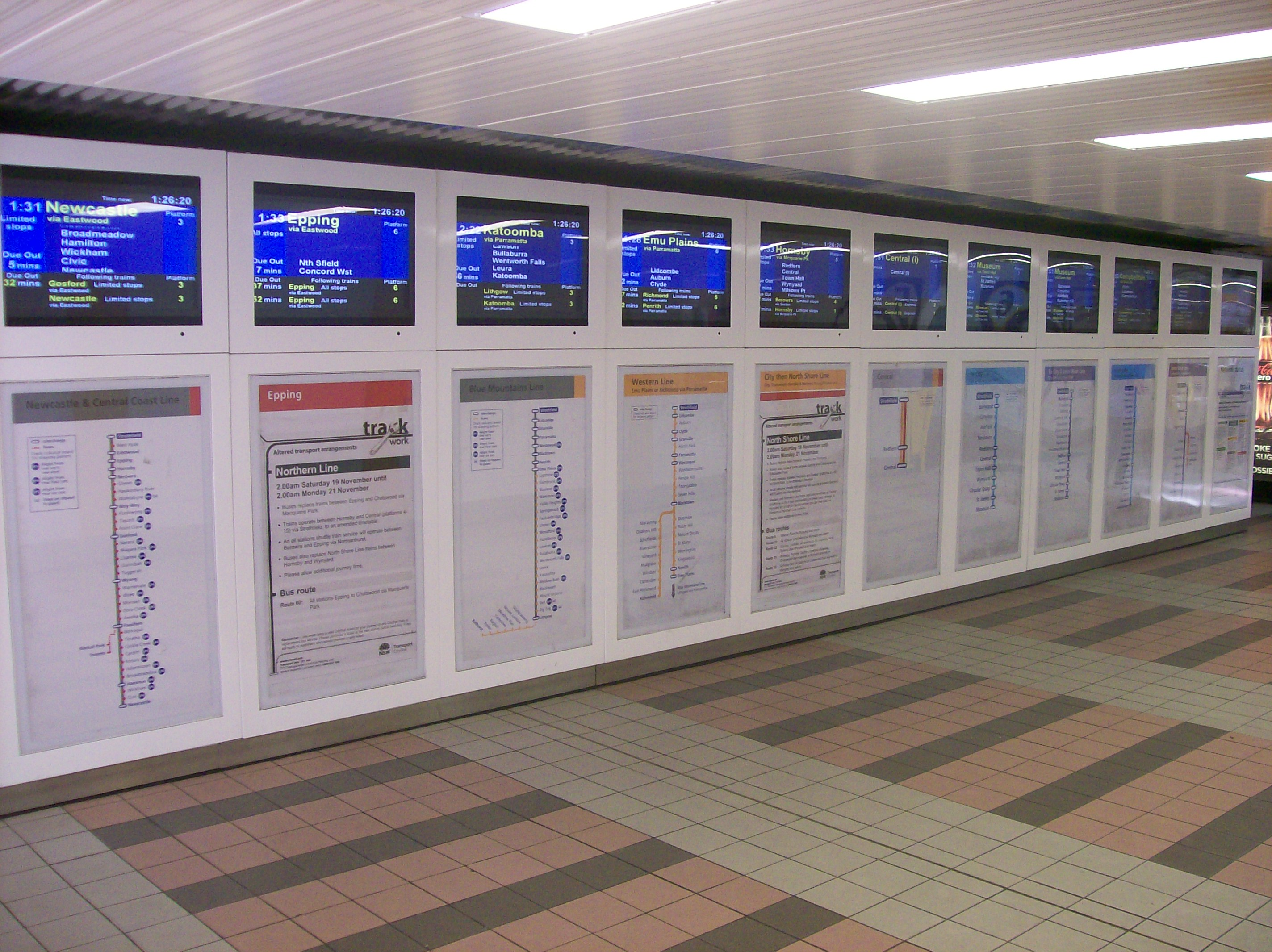
大堂顯示板
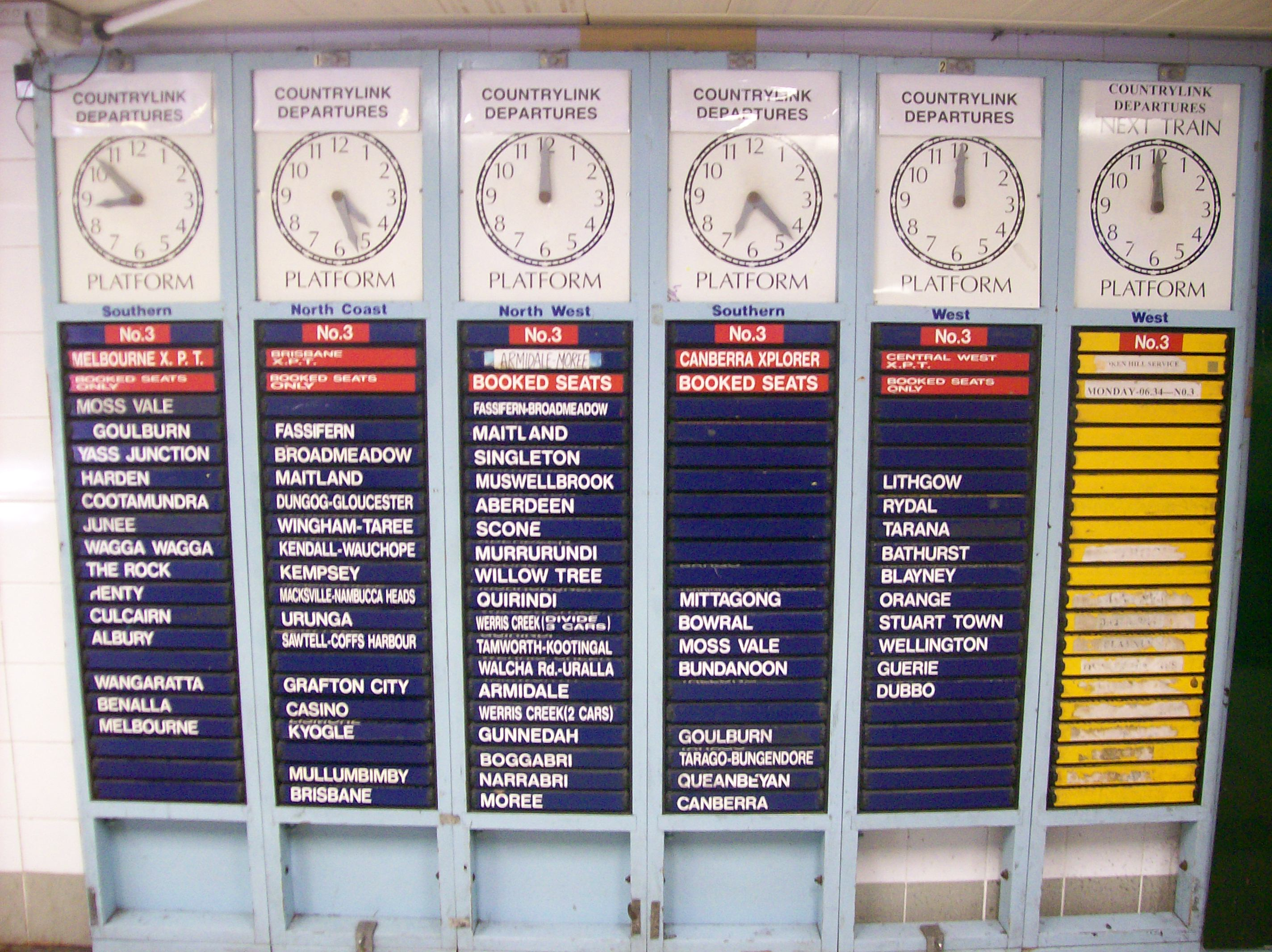
省內城際服務顯示板

## 外部連結
- Sydney Trains – Strathfield station details （页面存档备份，存于）

1. ↑  Bureau of Transport Statistics.  (PDF). Transport NSW.   [12 July 2018]. （原始内容存档 (PDF)于2018-06-10）.